# Musica musica
Musica musica è la prima raccolta del cantautore italiano Pino Daniele, pubblicato nel 1986 dalla EMI per concessione della Bagaria.

## Tracce
Testi e musiche di Pino Daniele.
1. 'Na tazzulella 'e cafè
2. Je stò vicino a te
3. Je so' pazzo
4. I say i' stò ccà
5. Musica musica
6. Quanno chiove
7. A me' me piace o' blues
8. Nun me scoccià
9. Che te ne fotte
10. Yes I Know My Way
11. Notte che se ne va
12. Viento 'e terra
13. Ma che ho
14. Tutta 'nata storia
15. Bella 'mbriana